# Boulogne (Vendée)
Boulogne ist eine ehemalige französische Gemeinde mit 1.011 Einwohnern (Stand: 1. Januar 2022) im Département Vendée in der Region Pays de la Loire. Sie gehörte zum Arrondissement La Roche-sur-Yon. Die Einwohner werden Boulonnais und Boulonnaises genannt.
Der Erlass des Präfekten vom 5. Oktober 2015 legte mit Wirkung zum 1. Januar 2016 die Eingliederung von Boulogne als Commune déléguée zusammen mit den früheren Gemeinden Les Essarts, L’Oie und Sainte-Florence zur neuen Commune nouvelle Essarts en Bocage fest.

## Geografie
Boulogne liegt in der Région naturelle Bocage vendéen etwa 16 Kilometer nordöstlich von La Roche-sur-Yon.
Umgeben wird Boulogne von den Nachbargemeinden und der Commune déléguée:
|                   | Chauché                                     |                                |
| Dompierre-sur-Yon | Kompassrose, die auf Nachbargemeinden zeigt | Les Essarts (Commune déléguée) |
|                   | La Merlatière                               |                                |

## Bevölkerungsentwicklung

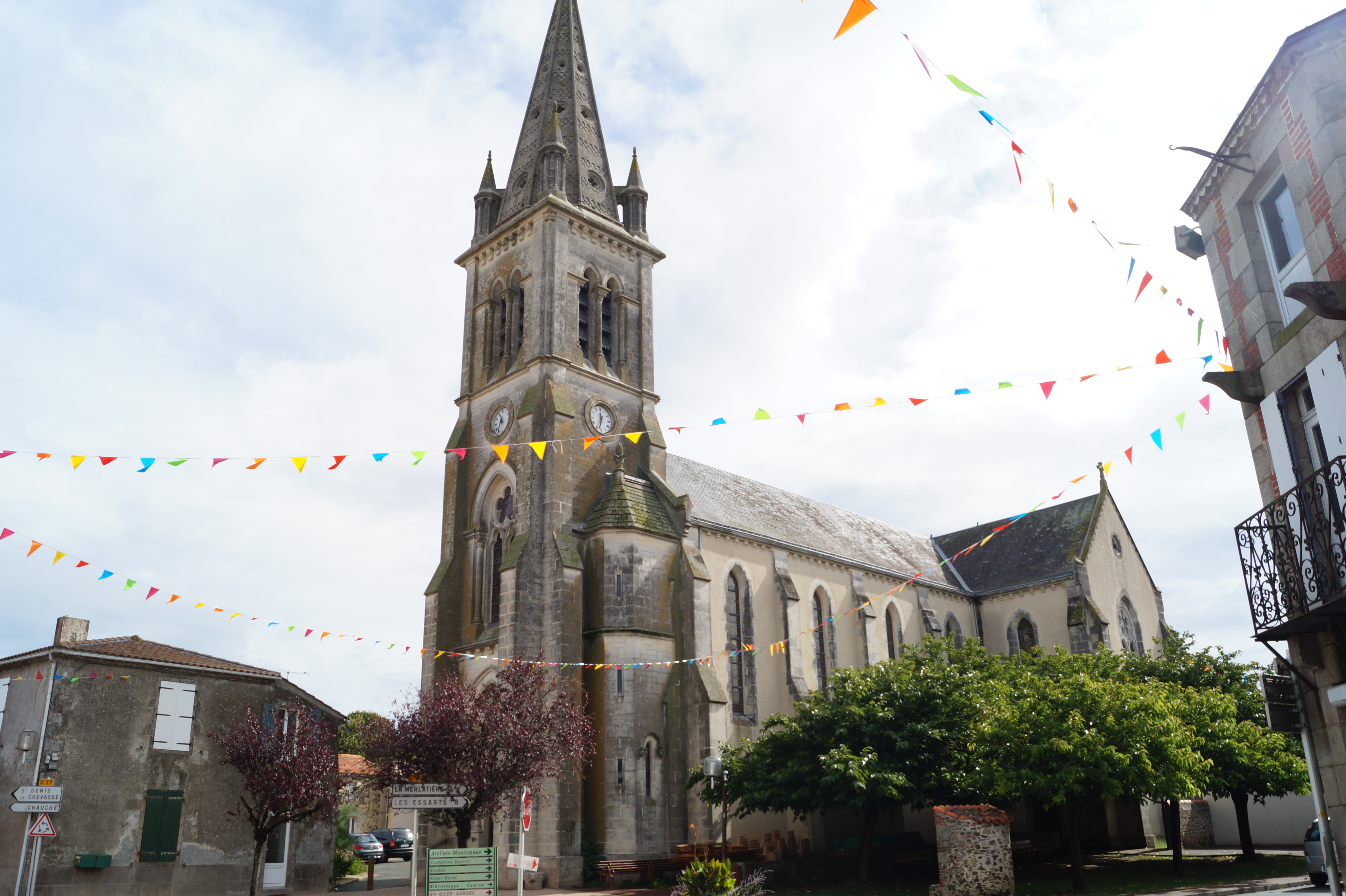
Kirche Notre-Dame de l’Assomption

| Boulogne: Einwohnerzahlen von 1800 bis 2021                                                                                | Boulogne: Einwohnerzahlen von 1800 bis 2021 | Boulogne: Einwohnerzahlen von 1800 bis 2021 | Boulogne: Einwohnerzahlen von 1800 bis 2021 | Boulogne: Einwohnerzahlen von 1800 bis 2021 |
| --- | ------------------------------------------- | ------------------------------------------- | ------------------------------------------- | ------------------------------------------- |
| Jahr |                                             |                                             |                                             | Einwohner                                   |
| 1800 | 1800                                        |                                             | 565                                         | 565                                         |
| 1806 | 1806                                        |                                             | 396                                         | 396                                         |
| 1821 | 1821                                        |                                             | 561                                         | 561                                         |
| 1831 | 1831                                        |                                             | 559                                         | 559                                         |
| 1836 | 1836                                        |                                             | 553                                         | 553                                         |
| 1841 | 1841                                        |                                             | 559                                         | 559                                         |
| 1846 | 1846                                        |                                             | 587                                         | 587                                         |
| 1851 | 1851                                        |                                             | 606                                         | 606                                         |
| 1856 | 1856                                        |                                             | 661                                         | 661                                         |
| 1861 | 1861                                        |                                             | 672                                         | 672                                         |
| 1866 | 1866                                        |                                             | 697                                         | 697                                         |
| 1872 | 1872                                        |                                             | 675                                         | 675                                         |
| 1876 | 1876                                        |                                             | 702                                         | 702                                         |
| 1881 | 1881                                        |                                             | 684                                         | 684                                         |
| 1886 | 1886                                        |                                             | 698                                         | 698                                         |
| 1891 | 1891                                        |                                             | 747                                         | 747                                         |
| 1896 | 1896                                        |                                             | 727                                         | 727                                         |
| 1901 | 1901                                        |                                             | 689                                         | 689                                         |
| 1906 | 1906                                        |                                             | 678                                         | 678                                         |
| 1911 | 1911                                        |                                             | 691                                         | 691                                         |
| 1921 | 1921                                        |                                             | 572                                         | 572                                         |
| 1926 | 1926                                        |                                             | 572                                         | 572                                         |
| 1931 | 1931                                        |                                             | 547                                         | 547                                         |
| 1936 | 1936                                        |                                             | 538                                         | 538                                         |
| 1946 | 1946                                        |                                             | 508                                         | 508                                         |
| 1954 | 1954                                        |                                             | 521                                         | 521                                         |
| 1962 | 1962                                        |                                             | 496                                         | 496                                         |
| 1968 | 1968                                        |                                             | 446                                         | 446                                         |
| 1975 | 1975                                        |                                             | 424                                         | 424                                         |
| 1982 | 1982                                        |                                             | 437                                         | 437                                         |
| 1990 | 1990                                        |                                             | 523                                         | 523                                         |
| 1999 | 1999                                        |                                             | 547                                         | 547                                         |
| 2006 | 2006                                        |                                             | 651                                         | 651                                         |
| 2013 | 2013                                        |                                             | 818                                         | 818                                         |
| 2021 | 2021                                        |                                             | 1.007                                       | 1.007                                       |
| Quelle(n): EHESS/Cassini bis 1999, INSEE ab 2006 Anmerkung(en): Ab 1962 offizielle Zahlen ohne Einwohner mit Zweitwohnsitz |                                             |                                             |                                             |                                             |

## Sehenswürdigkeiten
- Kirche Notre-Dame de l’Assomption aus dem 19. Jahrhundert
- Schloss La Bralière
- Mühle

## Persönlichkeiten
- Thierry Perrier (* 1950), französischer Autorennfahrer, geboren in Boulogne
- Philippe de Villiers (* 1949), französischer Politiker, geboren in Boulogne
- Pierre de Villiers (* 1956), französischer General, geboren in Boulogne